# 羊伊
羊伊（？年—303年），泰山南城人，羊發之子，西晉車騎將軍賈充掾，曆任平南將軍、都督江北諸軍事，為張昌所殺，追贈鎮南將軍。

## 生平
鎮南將軍羊祜無子，晉武帝命羊伊兄羊暨继嗣，羊暨以父亲已死为由抗命，武帝又命羊伊繼嗣，但羊伊以未得生父之命為由不為羊祜服喪，尚書彭權認同說：「子之出養，必由父命，未得生父之命那就是叛子。」最終仍以本生父為父。
太安二年（公元303年），司馬歆鑑於張昌勢力迅速發展，於是上表請求朝廷救助。晉廷於是命豫州刺史劉喬率領軍隊據汝南防禦，另派劉弘為荊州刺史，率領趙驤等增援宛城，又詔令河間王司馬顒派雍州刺史劉沈帶領州兵萬人，並加上在西府徵發的五千人從藍田關出兵討伐張昌。司馬顒不聽從詔令，劉沈帶領州兵到藍田，司馬顒強行剝奪了他的部眾。於是劉喬屯汝南，劉弘及前將軍趙驤與時任平南將軍的羊伊拒守宛城。
六月，劉弘讓南蠻長史陶侃任大都護、參軍蒯恆任義軍督護、牙門將皮初任都戰帥，率先進軍至襄陽。張昌則進攻劉弘所在的宛，擊敗趙驤，殺死羊伊，劉弘退守梁。

## 家庭

### 父
- 羊發，羊衜之子，母為孔融之女，都督淮北護軍。[5]

### 兄弟
- 羊倫：羊發長子，西晉高陽相。
- 羊暨：西晉陽平太守。[6]
- 羊篇：西晉鉅平侯、散騎常侍。[7]